# Mark Mangini
Mark Mangini (Boston (Massachusetts), 31 de agosto de 1956) es un diseñador de sonido estadounidense. Ha ganado dos premios Óscar por su trabajo en el sonido para películas.
Mangini es reconocido por haber grabado y editado el rugido del León de la Metro, la mascota de la Metro-Goldwyn-Mayer (MGM) (aunque irónicamente, el rugido es el de un tigre).
En abril de 2017, Mangini se asoció con Pro Sound Effects para lanzar The Odyssey Collection, desarrollada a partir de su biblioteca de sonido personal construida a lo largo de su carrera con su socio Richard L. Anderson.
Mangini es de descendencia italiana. Se casó con la actriz Annette McCarthy en 1984 con la que tuvieron dos hijos. Se separaron tiempo después. También tuvo un hijo Rio con su matrimonio con Ann Whatu.

## Premios y candidaturas
Premios Óscar
| Año  | Categoría               | Película                               | Resultado |
| ---- | ----------------------- | -------------------------------------- | --------- |
| 1986 | Mejor edición de sonido | Star Trek IV. Misión: salvar la Tierra | Nominado  |
| 1993 | Mejor sonido            | Aladdín                                | Nominado  |
| 1998 | Mejor edición de sonido | El quinto elemento                     | Nominado  |
| 2016 | Mejor edición de sonido | Mad Max: Fury Road                     | Ganador   |
| 2018 | Mejor edición de sonido | Blade Runner 2049                      | Nominado  |